# Google Wallet
Google Wallet ist eine von Google auf der Entwicklerkonferenz Google I/O 2022 vorgestellte Digital Wallet, die zur Verwaltung von Mitgliedschaften, Kundenkarten, Sammelkarten, Schlüsselkarten (z. B. für Autos) und Flugtickets dienen soll. Weiterhin soll die App auch das mobile Bezahlen mit hinterlegten Karten und das Abspeichern von Führerscheinen und zukünftig auch Ausweisen und anderen amtlichen Dokumenten ermöglichen.
Die App wurde im Jahr 2022 veröffentlicht und tritt die Nachfolge von Google Pay an. Google Pay wickelt fortan nur noch die Bezahlfunktionen innerhalb von Google Wallet ab.

## Verfügbarkeit
Die Google Wallet-App ist (Stand 10. April 2023) in 61 Ländern verfügbar:
| Länder, in denen Google Wallet verfügbar ist | Länder, in denen Google Wallet verfügbar ist | Länder, in denen Google Wallet verfügbar ist | Länder, in denen Google Wallet verfügbar ist | Länder, in denen Google Wallet verfügbar ist |
| -------------------------------------------- | -------------------------------------------- | -------------------------------------------- | -------------------------------------------- | -------------------------------------------- |
| Armenien                                     | Australien                                   | Österreich                                   | Aserbaidschan                                | Belgien                                      |
| Brasilien                                    | Bulgarien                                    | Kanada                                       | Chile                                        | Costa Rica                                   |
| Kroatien                                     | Zypern                                       | Tschechien                                   | Dänemark                                     | Ecuador                                      |
| Estland                                      | Finnland                                     | Frankreich                                   | Georgien                                     | Deutschland                                  |
| Griechenland                                 | Hongkong                                     | Ungarn                                       | Island                                       | Irland                                       |
| Israel                                       | Italien                                      | Japan                                        | Kasachstan                                   | Kirgisistan                                  |
| Kuwait                                       | Lettland                                     | Liechtenstein                                | Litauen                                      | Luxemburg                                    |
| Malaysia                                     | Malta                                        | Mexiko                                       | Moldau                                       | Niederlande                                  |
| Neuseeland                                   | Norwegen                                     | Polen                                        | Portugal                                     | Katar                                        |
| Rumänien                                     | Serbien                                      | Singapur*                                    | Slowakei                                     | Slowenien                                    |
| Südafrika                                    | Spanien                                      | Schweden                                     | Schweiz                                      | Taiwan                                       |
| Thailand                                     | Ukraine                                      | Vereinigte Arabische Emirate                 | Vereinigte Staaten*                          | Vereinigtes Königreich                       |
| Vietnam                                      |                                              |                                              |                                              |                                              |

*Die Vereinigten Staaten und Singapur behalten Google Pay Send, welches das persönliche Senden von Geldbeträgen ermöglicht, werden sich Google Wallet jedoch trotzdem herunterladen können. Indien behält seine eigene Google-Pay-App – die Wallet-App ist dort nicht verfügbar.

## Geschichte
Der Produktname „Google Wallet“ wurde zuerst für das Bezahlsystem Googles mit dem gleichen Namen genutzt, welches 2011 vorgestellt wurde, bevor es mit Android Pay im Jahr 2018 zu Google Pay zusammengeführt wurde. Die alte Wallet-App wurde zunächst in Google Pay Send überführt und schließlich im Jahr 2020 komplett eingestellt.
Im Januar 2022 berichtete Bloomberg News, dass Google plane, Google Pay in eine „umfassende digitale Wallet“ zu verwandeln. Im April wurde berichtet, dass Google plane, „Google Wallet“ wiederzubeleben und mit einer neuen Oberfläche zu versehen und Google Pay zu integrieren. Die App wird mit Google Pay koexistieren.